# 佳織みちる
佳織 みちる（かおり みちる、10月23日-）は、日本の女性歌手。埼玉県出身。血液型はB型。
主に同人音楽やPCゲームの主題歌で活躍。最近では、恵比寿のLIVEGATETOKYOなどでのライブ活動にもいそしんでいる。

## 人物
- プリン、日光浴好き。
- 動物占いではカピバラだと判定される。

## ディスコグラフィー

### 商業ゲームボーカル
- ハートを盗まれたなら（ゲーム：『盗んでmy Heart』ED）
- 怪盗バニー・ザ・テイカー（ゲーム：『盗んでmy Heart』ED）
- 泥棒バニー・ザ・テイカー（ゲーム：『盗んでmy Heart』ED）
- Eternity（ゲーム：『おしかけおさなづま3』ED）
- スクールフェスタのうた（ゲーム：『スクールフェスタ』主題歌）
- かげろう（ゲーム：『その横顔を見つめてしまう～A Profile 完全版～』ED）
- 陽だまりのはな（ゲーム：『陽だまりのはな』ED）
- 夏、はじめて（ゲーム：『あまなつ』OP主題歌）
- サイクル（ゲーム：『あまなつ』ED）
- ひまわり（ゲーム：『なつぽち』ED）（コーラス参加）
- Lili:miesta!（ゲーム：『リリミエスタ』OP）
- Happy! Happy! Countdown（ゲーム：『リリミエスタ』ED）
- 8バイトの告白（ゲーム：『つくしてあげるのに!!』ED）

### CD
- Merry clover（佳織みちる×コツキミヤ×ゆいこ）[1]
  - Floweric（2008年9月26日、チェンバースレコーズ）[2]

### 自主制作
- Sugar plum Garden（佳織みちる×橋本鏡也）
  - プライド（2008年10月13日）

- NIKKEN
  - 3hints*3parasols（2006年12月31日）

- 佳織みちる with Change of the moon
  - because of（2006年8月31日）
  - LADY GO!!（2006年12月31日）
  - try（2007年8月17日）
  - My Pleasure（2007年12月31日）
  - seesaw（2008年5月11日）